# Danny Griffin
Danny Griffin (Belfast, 10 luglio 1977) è un ex calciatore nordirlandese, di ruolo difensore.

## Carriera

### Club
Ha giocato gran parte della carriera tra la prima e la seconda divisione scozzese, prima di approdare allo Stockport County, nella terza divisione inglese. La società inglese retrocede in quarta divisione e nel 2006 Griffin ritorna in Scozia, all'Aberdeen. Dopo aver giocato per diversi anni nella seconda categoria scozzese, conclude la carriera all'Arbroath, nel 2011, in quarta divisione scozzese.

### Nazionale
Debutta il 29 maggio del 1996 contro la Germania (1-1). L'11 giugno 2003 indossa per la prima e unica volta la fascia da capitano nella sfida contro la Spagna (0-0).

## Palmarès

### Club

#### Competizioni nazionali
- Scottish First Division: 1

St. Johnstone: 1996-1997
- Scottish League Two: 2

Livingston: 2009-2010
Arbroath: 2010-2011